# Altenia
Altenia är ett släkte av fjärilar som beskrevs av Klaus S.O. Sattler 1960. Altenia ingår i familjen stävmalar.

## Dottertaxa tillAltenia, i alfabetisk ordning[2][1]
- Altenia elsneriella Huemer & Karsholt, 1999
- Altenia inscriptella (Christoph, 1882)
- Altenia mersinella (Staudinger, 1879)
- Altenia modesta (Danilevsky, 1955)
- Altenia perspersella (Wocke, 1862), Kråkrisstävmal
- Altenia scriptella (Hübner, 1796), Lönnkantmal
- Altenia wagneriella (Rebel, 1926)

## Bildgalleri

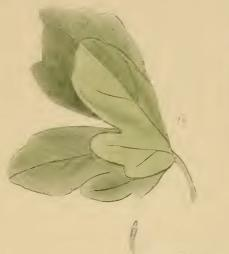
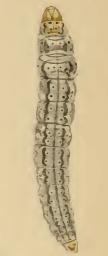
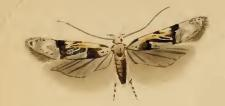